# Набережная Корнилова
Набережная Корнилова — набережная в Ленинском районе города Севастополь между Дворцом детства и юности и улицей Маяковского.

## История
В 1779 году на набережной Севастополя была построена Николаевская батарея, которая протянулась от Севастопольского театра до места, где сейчас находится Памятник затопленным кораблям. В ходе Крымской войны в 1856 году французская эскадра полностью уничтожила эти сооружения при помощи серии взрывов.
В 1885 году было принято решение разобрать руины и заняться созданием парка и обустройством Приморской набережной — в ходе реконструкции был создан Приморский бульвар, где высадили деревья и кустарники, обустроили прогулочные площадки с видом на море, а также построена набережная, которой в 1886 году было присвоено имя выдающегося вице-адмирала В.А Корнилова.
История переименований: первоначально называлась Приморской набережной, с 1866 года Корниловская, с 1921 года улица Энгельса, с 20 июня 1946 года снова стала набережной Корнилова.